# Rhabdomastix luteola
Rhabdomastix luteola är en tvåvingeart som beskrevs av Alexander 1944. Rhabdomastix luteola ingår i släktet Rhabdomastix och familjen småharkrankar.
Artens utbredningsområde är Peru. Inga underarter finns listade i Catalogue of Life.